# Heroes of Might and Magic II: The Succession Wars
Heroes of Might and Magic II: The Succession Wars – druga część serii strategicznych gier turowych New World Computing pt. Heroes of Might and Magic. Wydana została 31 października 1996 roku przez The 3DO Company.

## Zmiany w stosunku doHeroes of Might and Magic
Mimo znacznych graficznych podobieństw do Heroes of Might and Magic, Heroes of Might and Magic II zmienia i uzupełnia kilka elementów rozgrywki.

### Umiejętności poboczne
W pierwszej części Heroes of Might and Magic bohaterowie byli scharakteryzowani przez cztery umiejętności: atak, obronę, moc i wiedzę. W Heroes of Might and Magic II współczynniki te zostały poszerzone o szereg pobocznych umiejętności dodatkowych. Każdy bohater może zdobyć do ośmiu takich umiejętności i rozwinąć je od poziomu podstawowego, przez zaawansowany do poziomu eksperta. Poboczne umiejętności mają różne zadania: mądrość pozwala na nauczenie się zaklęć z wyższych poziomów gildii magów, nekromancja – na ożywienie po bitwie części poległych w postaci szkieletów, a logistyka zwiększa limit punktów ruchu bohatera na każdą turę. Gdy bohater awansuje na wyższy poziom doświadczenia, jedna z jego cech głównych wzrasta o jeden punkt, musi także wybrać jedną z dwóch umiejętności dodatkowych.

### Bohaterowie
W Heroes of Might and Magic II do czterech istniejących wcześniej klas bohaterów – rycerza, barbarzyńcy, czarodziejki i czarnoksiężnika – dodano dwie nowe: nekromantę i czarodzieja, a także ich zamki i nowe stworzenia.

### Ulepszenia istot
Heroes of Might and Magic II to pierwsza gra serii Heroes of Might and Magic, w której można ulepszyć niektóre istoty, aby zwiększyć ich walory bojowe. Zwykle ulepszenie polega na poprawieniu jednego lub kilku współczynników, chociaż czasem istota zyskuje nowe możliwości. Dla przykładu, wampiry po ulepszeniu do wampirzych lordów otrzymują zdolność wysysania energii z wroga i leczenia, a nawet wskrzeszania nią. Zielone smoki, najpotężniejsza nieulepszona jednostka, mają dwa stopnie rozwoju – czerwonego smoka i czarnego smoka. Pozostałe ulepszalne jednostki zwiększają swoje zdolności tylko raz.

### Magia
W pierwszej części Heroes of Might and Magic współczynnik wiedza oznaczał, ile razy bohater może rzucić zaklęcie, zanim o nim „zapomni”. W części drugiej pojawiły się natomiast zależne od wiedzy w stosunku 1:10 punkty magii. Bohater po odwiedzeniu gildii magów w zamku zapamiętuje wszystkie zaklęcia na zawsze, a do rzucenia ich potrzebuje pewnej liczby punktów magii. Dodatkowo, postacie nie posiadający umiejętności mądrość mogą korzystać wyłącznie z magii na poziomach 1 i 2. Zwiększono także o jeden, z 4 do 5, liczbę poziomów w gildii magów.

## Kampanie
W Heroes of Might and Magic II: The Succession Wars można rozegrać dwie kampanie: Lord Roland i Lord Archibald.

## Bohaterowie
Każdy z bohaterów ma inne współczynniki i umiejętności. Zaczynają oni grę z małym oddziałem.

## Zamki
Zamek służy głównie do rekrutacji bohaterów oraz jednostek. Początkowo do dyspozycji są tylko słabe jednostki, jednak dostateczna ilość zgromadzonych surowców pozwoli na wybudowanie siedlisk potężniejszych stworzeń. Można wybudować też inne budynki, jak na przykład gildię magów lub stocznię. W Heroes of Might and Magic II jest sześć zamków: barbarzyńcy, rycerza, nekromanty, czarodziejki, czarnoksiężnika i czarodzieja.

## Wersja polska
Reżyseria: Kamil Mętrak

W wersji polskiej występują:

Stefan Knothe – Archibald Ironfist

Adam Szyszkowski – Roland Ironfist

Tomasz Marzecki – Narrator

## Wydania nieoficjalne
Poza oficjalnym dodatkiem, ukazały się również rozszerzenia nieoficjalne wydane przez fanów gry. Dodatkowo, na różnych portalach tematycznych związanych z grą można pobrać pojedyncze mapy, będące domeną publiczną.

### Heroes of Might and Magic II: Desecrated Lands
Było to rozszerzenie gry stworzone przez niewielkie studio Dark Entertainment. Dodatek ten miał charakter zbioru map – zawierał 50 misji w różnych rozmiarach dla trybu rozgrywki jednoosobowej i wieloosobowej.
Poza mapami, częścią dodatku były narzędzia – zewnętrzne oprogramowanie mające na celu modyfikację zapisu stanu gry. Dzięki nim gracz miał możliwość zmiany liczby posiadanych jednostek lub ilości złota i innych surowców.
Dodatek nie oferował żadnych zmian w rozgrywce, nie dodawał też nowych elementów takich jak budowle w miastach lub obiekty na mapie. W Polsce nie został wydany, dołączano go do niektórych zagranicznych edycji gry.